# Chavarriella spasma
Chavarriella spasma là một loài bướm đêm trong họ Geometridae.